# Alkaliphilus crotonatoxidans
Alkaliphilus crotonatoxidans è una specie di batterio appartenente alla famiglia delle Clostridiaceae.